# João Aguardela
João Aguardela (Lisboa, 2 de fevereiro de 1969 - Lisboa, 18 de janeiro de 2009) foi um cantor, músico e compositor português, conhecido por fazer parte das bandas Sitiados, Linha da Frente, Megafone e A Naifa. Ganhou o Prémio Revelação atribuído pela Sociedade Portuguesa de Autores em 1994.

## Biografia
Cedo mostrou apetência musical, tendo-se destacado como líder da banda Sitiados, que apareceu num dos concursos do Rock Rendez-Vous e que logo no início dos anos 1990 registou inúmeros êxitos musicais. Frequentou a escola de artes António Arroio, em Lisboa.
Em 1995 é convidado por Manuel Faria a participar na compilação "Espanta Espíritos" com o tema "Natal dos Pequeninos".
Depois do fim dos Sitiados fez parte dos projectos Linha da Frente e A Naifa. Tinha ainda o seu projecto mais pessoal: Megafone, com quatro discos.
Faleceu no Hospital da Luz, em Lisboa, a 18 de Janeiro de 2009, vítima de cancro do estômago, aos 39 anos de idade.

## Prémios e Reconhecimento
Em 1994, João Aguardela foi distinguido com o Prémio Revelação da Sociedade Portuguesa de Autores. 
O seu nome passou a fazer parte da toponímia da freguesia de São Domingos de Rana, em 2011. 
A Câmara Municipial de Cascais homenageou-o com Medalha de Mérito Cultural a título póstumo. 
Rui lage, publica em 2011 o livro Um arraial português que termina com uma elegia a João Aguardela.  No mesmo ano Ricardo Alexandre lança a biografia: João Aguardela : esta vida de marinheiro: dos Sitiados à Naifa, a rasgar a vida, publicada pela editora QuidNovi. 

## Discografia Seleccionada
Entre a discografia de João Aguardela encontram-se: 
- 1992 - Sitiados
- 1992 - Resistência ao vivo, com os Resistência
- 1993 - E agora...!?, dos Sitiados
- 1999 - Linha da Frente, do grupo como mesmo nome Linha da Frente [13]
- 2000 - O vinho da Nação, de Zézé Fernandes
- 2004 - Canções subterrâneas, com o grupo A Naifa
- 2005 - 3 minutos antes de a maré encher, com o grupo A Naifa

Dela também fazem parte as gravações feitas para o seu projecto Megafone. 

## Ligações Externas
- Site Associação Megafone 5/João Aguardela

- Sitiados | Tema Esta Vida de Marinheiro
- Megafone | Tema Aboio
- Homenagem a João Aguardela (2017)
- Projecto Megafone 5 | Homenagem a João Aguardela